# ჳ
Vie (asomtavruli Ⴣ, nuskhuri ⴣ, mkhedruli ჳ) es la 22ª letra del alfabeto georgiano.
En el sistema de números georgianos tiene un valor de 400. Ahora obsoleto en idioma georgiano.

## Letra
| asomtavruli | nuskhuri | mkhedruli |
| ----------- | -------- | --------- |
|             |          |           |

## Codificación digital
| asomtavruli | nuskhuri | mkhedruli |
| ----------- | -------- | --------- |
| U + 10C3    | U + 2D23 | U + 10F3  |